# E. Jean Carroll
Elizabeth Jean Carroll, född 12 december 1943 i Detroit, är en amerikansk journalist och författare.
E. Jean Carroll är känd för sin frågespalt Ask E. Jean som publicerades i Elle från 1993 till 2019 och som kom att bli en av de mest långvariga kolumnerna i amerikansk presshistoria. Spalten gjordes även till TV-program med samma namn under 1990-talet och sändes på kanalen America's Talking.
År 2019 publicerade Carroll boken What Do We Need Men For?: A Modest Proposal i vilken hon anklagade den sittande presidenten Donald Trump för att ha våldtagit henne i en provhytt på lyxvaruhuset Bergdorf Goodman i New York i mitten av 1990-talet. Trump förnekade anklagelsen och hävdade att han aldrig hade träffat Carroll och att det var en lögn som hon hittat på för att sälja fler böcker. Detta ledde till att Carroll stämde honom för förtal. År 2022 stämde hon honom även för sexuella övergrepp. År 2023 förklarades Trump skyldig till sexuella övergrepp och dömdes att betala 5 miljoner amerikanska dollar i skadestånd till Carroll. Efter domen fortsatte Trump att anklaga Carroll för att sprida lögner och när åtalet om förtal slutligen togs till rätten 2024 dömdes han till att betala ytterligare drygt 83 miljoner amerikanska dollar i skadestånd.